# Tell Me Where It Hurts
«Tell Me Where It Hurts» (в пер. с англ. Скажи мне где болит) — сингл американской рок-группы Garbage, вышедший в поддержку их сборника лучших песен Absolute Garbage. Сингл был выпущен в июле 2007 года лейблом A&E Records на различных физических носителях в Великобритании и Ирландии. В остальных странах «Tell Me Where It Hurts» вышел в качестве цифрового и радиосингла.
Композиция «Tell Me Where It Hurts» была записана в Лос-Анджелесе в марте 2007 года после «творческой паузы», взятой группой во время гастрольного тура в поддержку альбома Bleed Like Me. Название и текст песни были придуманы Ширли Мэнсон несколькими годами ранее.

## О сингле
В феврале 2007 года в домашней студии Бутча Вига GrungeIsDead группа начала работу над песнями. До этого музыканты обменивались своими идеями по поводу записи нового материала через Интернет. В течение февраля и марта группа записала четыре трека: «Tell Me Where It Hurts», «Betcha», «All The Good In This Life» и «Girls Talk Shit». Также Garbage записали ремикс на композицию «Bad Boyfriend», работу над которым Бутч Виг начал ещё в 2006 году. Ремикс доступен на британской цифровой версии сингла и на сборнике Absolute Garbage.
По мнению музыкантов первоначальная версия песни «Tell Me Where It Hurts» имела слишком тяжёлые гитарные партии, из-за чего участники Garbage решили переработать композицию совместно с концертным бас-гитаристом группы Дэниелом Шульманом. Трек «Betcha» был выпущен в качестве би-сайда только на CD-версии сингла. В пресс-релизах к «Tell Me Where It Hurts» трек «Betcha» неоднократно называли пародией на песню Don't Cha группы Pussycat Dolls. Песня «All The Good In This Life» была выпущена в би-сайдом к виниловой версии «Tell Me Where It Hurts». Также «All The Good In This Life» была выпущена бонус-треком к iTunes-версии альбома Absolute Garbage. Кроме того, 5 августа 2008 года «All The Good In This Life» была включена в сборник Songs for Tibet: The Art of Peace. Трек «Girls Talk Shit» по неизвестной причине остался неизданным.
22 мая 2007 года Garbage объявили, что выход «Tell Me Where It Hurts» для Великобритании состоится 9 июля. 11 июня музыканты сдвинули дату релиза на неделю, а также отменили выпуск сингла на виниловой пластинке. 31 мая лейбл Geffen Records предоставил возможность прослушать «Tell Me Where It Hurts» и ремикс «Bad Boyfriend» в профиле Garbage на Myspace.
В конце мая 2007 года началась активная ротация композиции «Tell Me Where It Hurts» на различных радиостанциях Великобритании, Ирландии, Шотландии, Израиля, Австралии и Европы. На первой неделе ротаций на австралийских радио, «Tell Me Where It Hurts» заняла 2-ю строчку в хит-параде. 14 сентября, на основе ротаций на турецкой радиостанции Radyo ODTÜ, «Tell Me Where It Hurts» достигла 1-го места в чарте, где оставалась в течение двух недель. В британском чарте сингл занял 50-е место . На следующей неделе «Tell Me Where It Hurts» опустился на 137-ю строчку. 16 августа 2007 года полная версия песни, названная «Un Belle du Jour mix», была выпущена в цифровом виде в магазине iTunes.
В Северной Америке песня «Tell Me Where It Hurts» официально не ротировалась на радио, однако, некоторые радиостанции альтернативного рока, такие, как KNRK и WEQX, добавили песню в свои плейлисты 29 мая 2007 года.

## Музыкальное видео

Ширли Мэнсон в клипе «Tell Me Where It Hurts»

Видеоклип на песню «Tell Me Where It Hurts» был снят Софи Мюллер в конце апреля 2007 года. Клип создан под влиянием фильма Луиса Бунюэля Дневная красавица. По словам Софи Мюллер, участники группы Garbage очень хорошо подходили для воссоздания атмосферы фильма.
В клипе Ширли Мэнсон, одетая как Катрин Денёв, идёт к элитному борделю, где она встречает нескольких девушек и «мужчин-покупателей» (Бутч Виг, Стив Маркер, Дюк Эриксон). Мэнсон подходит к молодому парню, после чего они вместе идут в уединённую комнату. Там они занимаются сексом (сам процесс полового акта не показан). Затем в клипе показывается Ширли Мэнсон, ухаживающая за своим лицом, на котором видны следы от избиения. Позже Мэнсон идёт в одну из комнат борделя, где собрались «мужчины-покупатели» и проститутки. Среди них также находится тот самый молодой парень, однако прикованный к инвалидной коляске и абсолютно слепой. Ширли Мэнсон подходит к нему и, несмотря на всё произошедшее, обнимает его.
На DVD-издании сингла присутствует короткий документальный фильм Making of, в котором рассказывается о процессе создания видеоклипа.
19 мая 2007 года стало известно, что клип доступен в вещательном формате Video on Demand на британском цифровом канале Virgin Media. 29 мая видеоклип официально начал транслироваться каналом Channel 4. Клип также был доступен на DVD-версии альбома Absolute Garbage, однако на североамериканском издании видео отсутствовало.

## Мнения критиков
Реакция критиков на сингл «Tell Me Where It Hurts» была в большинстве своём положительной. Журнал Music Week высоко оценил песню «Tell Me Where It Hurts», назвав её «эпической». Обозреватель BBC Music Джейми Джилл в своей рецензии написал, что композиция «пышная и ритмичная… бесспорный знак того, что несмотря на их творческую паузу и внутреннюю неразбериху, Garbage изобилуют свежими идеями и стремлением». Аврил Кэдден из Sunday Mail высоко оценила в песне вокал Ширли Мэнсон, назвав его «прелестным» и «сексуальным». Обозреватель журнала Classic Rock Джонни Ди также положительно отозвался о «Tell Me Where It Hurts». В своей рецензии он написал: «Более поздний материал выглядит шаблонно, однако, новая песня „Tell Me Where It Hurts“ добавляет динамичности и хорошо держится [в Absolute Garbage] рядом с их несравненными ранними композициями».
Тем не менее были и отрицательные отзывы. Так, например, Джуд Роджерс из The Guardian назвал песню «отдохновением», в то время, как газета The Scotsman назвала «Tell Me Where It Hurts» неуместной на сборнике Absolute Garbage. Эван Соуди из PopMatters в своём обзоре написал, что в сравнении со старыми композициями, «Tell Me Where It Hurts» выглядит «абсолютно ничего не стоящей». Также Адам Моердер из Pitchfork Media заявил, что песня «даёт мало надежд на возвращение Garbage».
В 2008 году «Tell Me Where It Hurts» была номинирована на премию «Грэмми» в четырёх категориях: «Лучшая песня года», «Лучшая запись года», «Лучшая рок-песня» и «Лучшее вокальное рок-исполнение дуэтом или группой». Однако в конечном итоге песня ничего неполучила.

## Список композиций
| - Грампластинка (Великобритания) (A&E Records WEA424) 1. «Tell Me Where It Hurts» — 4:10 2. «Bad Boyfriend» (Sting Like a Bee remix) — 5:03 - CD (Великобритания) (A&E Records WEA424CD) 1. «Tell Me Where It Hurts» — 4:10 2. «Betcha» — 4:39 - DVD (Великобритания) (A&E Records WEA424DVD) 1. «Tell Me Where It Hurts» — 4:10 2. «Tell Me Where It Hurts» (видео) — 4:13 3. «Tell Me Where It Hurts» (документальный фильм) — 5:09 | - Цифровой сингл (Великобритания) 1. «Tell Me Where It Hurts» (Guitars Up) — 4:11 2. «Tell Me Where It Hurts» (Un Belle de Jour mix) — 4:18 - Цифровой мини-альбом (Великобритания) 1. «Tell Me Where It Hurts» — 4:10 2. «Bad Boyfriend» (Garbage remix) — 5:03 3. «Betcha» — 4:39 4. «All The Good in This Life» — 4:20 |

## История релиза
| Дата            | Территория     | Лейбл                  | Формат                                          |
| --------------- | -------------- | ---------------------- | ----------------------------------------------- |
| Июнь 2007       | Австралия      | Warner Music Australia | Радиоротация                                    |
| Июнь 2007       | Великобритания | A&E Records            | Радиоротация                                    |
| 9 июля 2007     | Великобритания | A&E Records            | Цифровая дистрибуция («Guitars Up mix»)         |
| 13 июля 2007    | Ирландия       | A&E Records            | Грампластинка, CD, DVD                          |
| 16 июля 2007    | Великобритания | A&E Records            | Грампластинка, CD, DVD                          |
| 16 августа 2007 | Великобритания | A&E Records            | Цифровая дистрибуция («Un Belle de Jour remix») |

## Позиции в чартах
| Чарт (2007)                                                                   | Высшая позиция |
| ----------------------------------------------------------------------------- | -------------- |
| Бельгия (Валлония) Ultratip 50 (GfK)                                          | 24             |
| Великобритания (The Official Charts Company)                                  | 50             |
| Великобритания (синглы на физических носителях) (The Official Charts Company) | 15             |
| Италия (FIMI)                                                                 | 96             |
| Северная Македония Top 30 (IFPI)                                              | 1              |
| Румыния Top 100 (Music & Media)                                               | 80             |

## Участники записи
- Музыка и слова: группа Garbage
- Продюсирование: группа Garbage
- Бас-гитара: Дэниел Шульман
- Инженер: Билли Буш
- Мастеринг-инженер: Эмили Лазар и Сара Реджистер (The Lodge)
- Ассистент мастеринг-инженера: Джо ЛаПорта
- Дизайн: Tom Hington Studios.
- Фотограф: Дэвид Хьюз.